# Глауко Сансовини
Глауко Сансовини (итал. Glauco Sansovini; Rocca San Casciano, 20. мај 1938) је капетан-регент Сан Марина од 1. априла до 1. октобра 2010. Служи заједно са Марком Контијем. Члан је Народне алијансе.